# Johann Nepomuk Nestroy

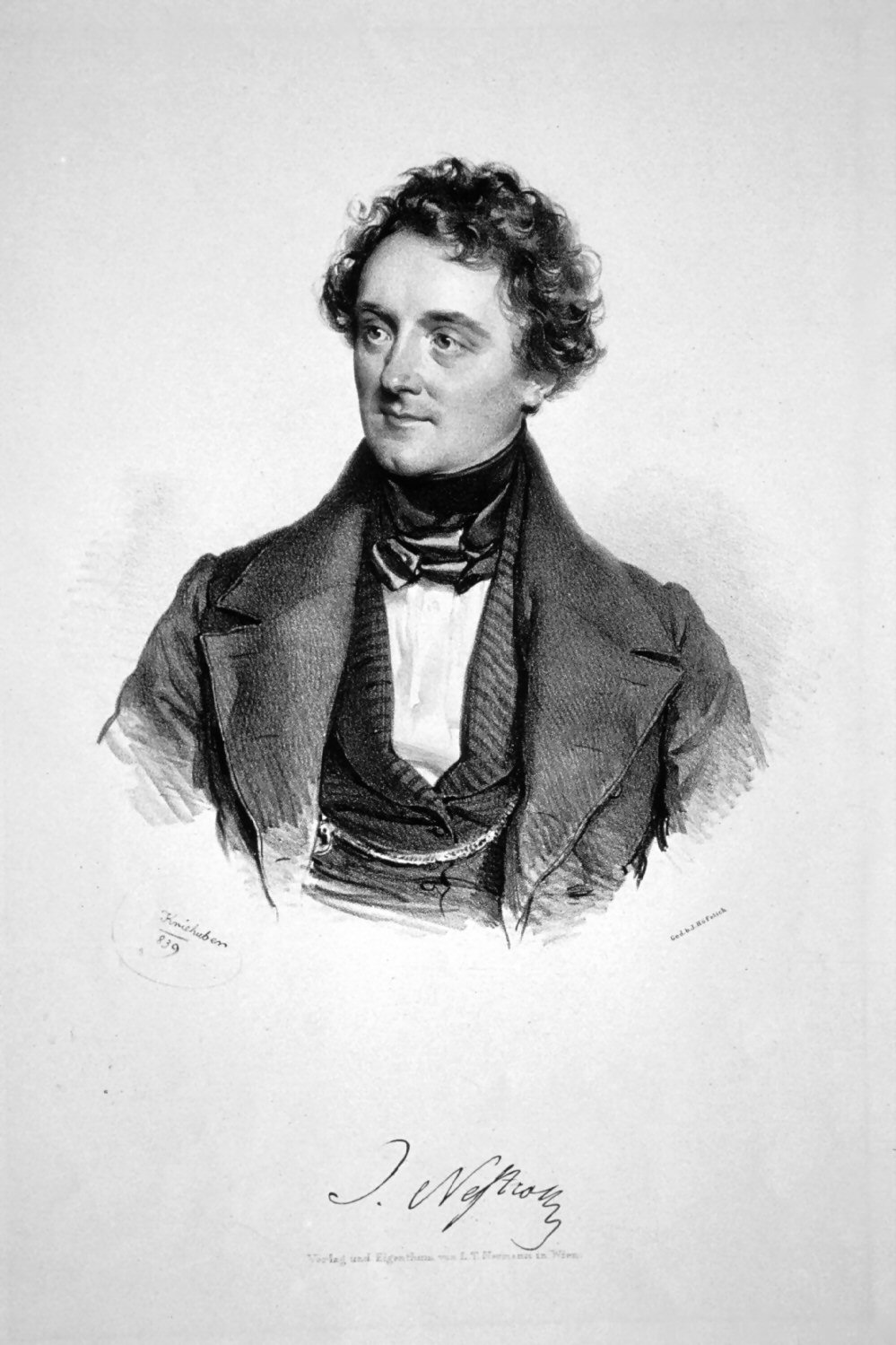
Johann Nepomuk Nestroy, Josef Kriehuber litográfiája, 1839

Johann Nepomuk Nestroy (számos helyen Johann Nestroy; Bécs, 1801. december 7. – Graz, 1862. május 25.) osztrák-német színész és színműíró.

## Életpályája
Bár jogot tanult, de 1822-ben mint énekes szerződött a bécsi operához, ahol először Mozart Varázsfuvola című operájában Sarastro szerepében lépett fel. Innen került 1823-ban Amsterdamba, 1824-ben Brünnbe és 1826-ban Grazba. Már Brünnben játszott komikus szerepeket is, Grazban pedig teljesen átment ez új szerepkörbe, melyben főleg szarkasztikus egyéniségével és a közbeszőtt dalok csípős előadásával élete végéig kiváló sikereket aratott. 1831 óta volt a bécsi Carl-szinház tagja, utóbb 1854 és 1860 között az igazgatója. Ekkoriban ismételten nagy sikerrel vendégszerepelt Pozsonyban és Pesten. 
1860-ban visszavonult a színháztól és haláláig Grazban élt.

## Műveinek jellemzése
Színművei, amelyek évtizedeken keresztül a legnagyobb tetszésben részesültek és még ma sem tűntek le a színről, legnagyobbrészt a való életet, sőt a napi eseményeket realisztikus vonásokban és hatásos képekben visszatükröztető bohózatok, amelyeket száraz humor, merészen parodizáló irány és éles megfigyelésen alapuló csípős élc jellemeznek. Művészi célokat sohasem tartott szem előtt, mégis halála után nem minden alap nélkül nevezték e valóban szabadelvű és a hatalommal is bátran kikezdő termékeny szatirikust osztrák Arisztophanésznek. 

## Legismertebb művei
- Lumpaci-Vagabundus (1833)
- Eulenspiegel
- Zu ebener Erde und erster Stock
- Einen Jux will er sich machen
- Das Mädel aus der Vorstadt
- Der Zerrissene

Összegyűjtött munkáit kiadták V. Chiavacci és Ludwig Ganghofer (Stuttgart, 1890, 12 kötet) és újra L. Gottsleben (Bécs, 1893, 18 kötet). Életrajzát Mor. Necker írta meg 1891-ben.

## Magyar átdolgozások, fordítások
Darabjait különféle, többé-kevésbé szabad átdolgozásban, illetve fordításban gyakran előadták magyar színpadokon is. A legnagyobb sikere Heltai Jenő 1943-ban írt Lumpáciusz Vagabundusz című verses átiratának volt. 
- Lumpáciusz Vagabondusz vagy A három jómadár. Nestroy bohózatos mesejátéka; a mai színpadra átírta és versbe szedte Heltai Jenő; szerzői, Bp., 1943
- Színművek; vál. Eörsi István, ford. Eörsi István et al., utószó Walkó György; Európa, Bp., 1983 (Drámák)